# Mostro lacustre

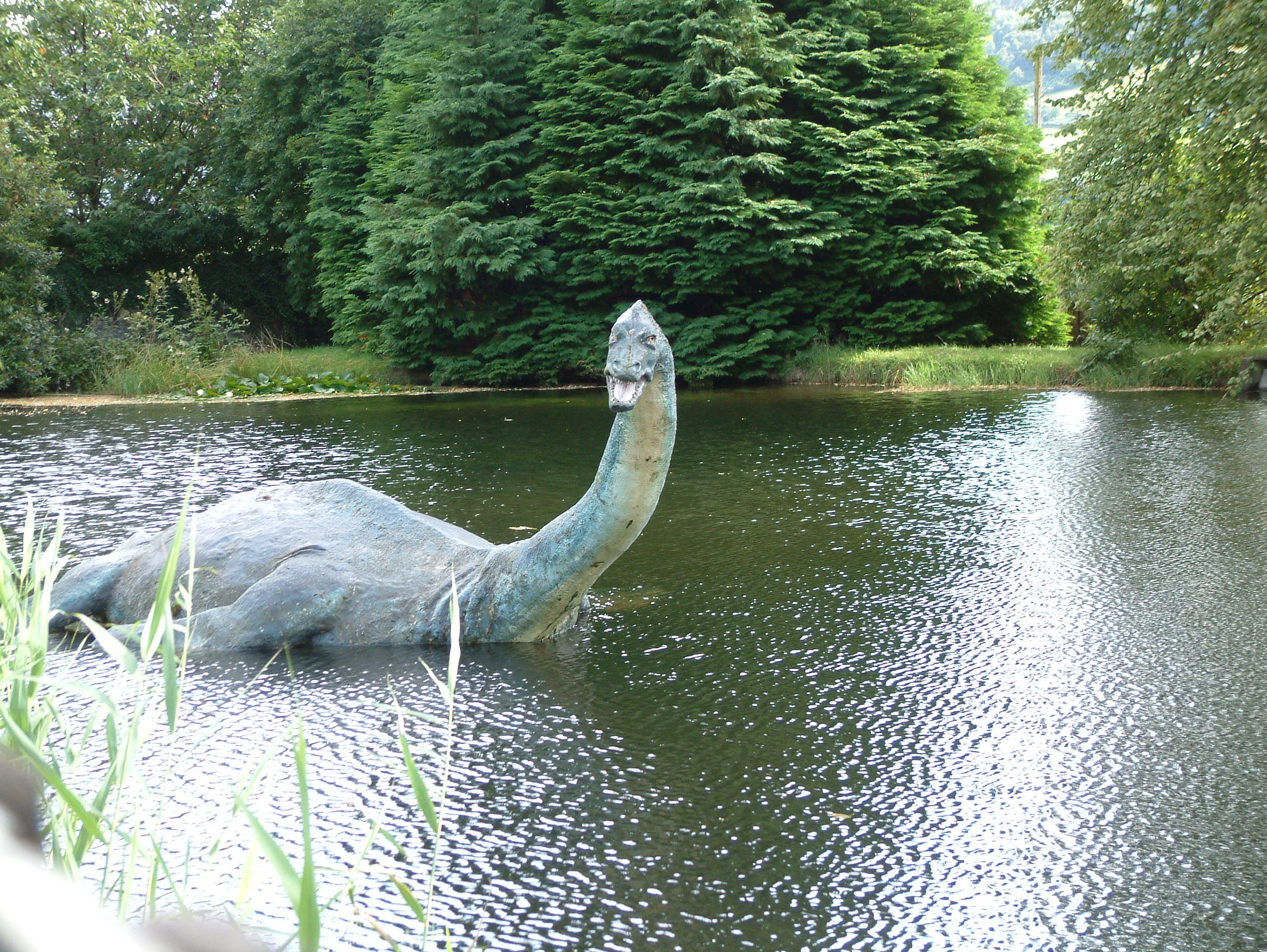
Raffigurazione artistica del mostro di Loch Ness

Mostro lacustre è il nome generico attribuito all'oggetto di avvistamenti di grandi animali che si specula siano presenti in alcuni laghi, nonostante la loro esistenza non sia stata scientificamente provata. L'indagine su queste creature è tra gli scopi della criptozoologia.

## Nel mondo
Avvistamenti o storie relative a mostri lacustri o fluviali sono correlati a numerose località sparse per tutta la Terra, tra di esse ci sono:
- Il Loch Ness in Scozia che albergherebbe il più famoso e popolare mostro lacustre, il mostro di Loch Ness o "Nessie". Il Loch Morar, anche esso in Scozia, e ritenuto dal mito popolare di albergare un mostro chiamato Morag.[1]
- Nel Canada creature simili sarebbero l'Ogopogo  nel lago Okanagan in Columbia Britannica, il Manipogo nel lago Manitoba e il Champ nel lago Champlain, situato tra il Canada e gli Stati Uniti d'America.
- Negli Stati Uniti un certo numero di storie di mostri simili sono attribuite ad altri come il lago Flathead in Montana e il lago di Fulk vicino a Churubusco nell'Indiana dove vivrebbe la bestia di Busco, un altro sarebbe presente nel Fiume Bianco in Alabama.
- In Argentina uno, chiamato Nahuelito, vivrebbe nel lago Nahuel Huapi.
- In Turchia un altro sarebbe stato visto nel lago di Van.
- In Cina nel lago Tianchi.
- In Giappone nel Lago Kussharo nell'isola di Hokkaidō.
- Il lago Baikal in Siberia (Russia), il lago più profondo, esteso ed antico del mondo, è ritenuto essere dimora di una di queste creature.
- In Islanda orientale, nel lago Lagarfljót.
- In Spagna nel massiccio di Anaga (Tenerife), l'Anguila peluda nel Gravine del Palmital.

### In Italia

#### Tarantasio
Tarantasio è il nome del celebre mostro vissuto nel Lago Gerundo.
Il Lago Gerundo era un insieme di paludi e zone acquitrinose nella bassa pianura Lombarda ai tempi del medioevo.
In tempi recenti il mostro è stato d’ispirazione per la creazione del logo Eni che raffigura un cane a sei zampe.
Attualmente alcune località lombarde ricordano questo nome.

#### Lago di Como
Si è parlato più volte di mostri nel lago di Como. Del Lariosaurus si comincia a scrivere e parlare in modo diffuso nel secondo dopoguerra (1946). Alcuni importanti quotidiani e periodici lombardi e non solo, come La Nazione, Il resto del Carlino, Il Tempo, La Domenica del Corriere ecc. Riportano allarmanti notizie di avvistamenti* nelle più varie località del Lario ed attacchi da parte del mostro; non casuale certamente la collocazione temporale, così, per una certa intensità per alcuni mesi, e poi in varie occasioni fino a fine millennio.
Gli avvistamenti più numerosi sembrava avvenissero nella località di Lierna nei pressi della spiaggia del Borgo di Grumo di Lierna vi furono dei ritrovamenti fossili della specie Lariosaurus balsami, che venne chiamato localmente "Lierni". Il Lariosaurus balsami verrà rappresentato in alcuni fumetti del Topolino come simpatico animale.
Nel 1946 i giornali parlarono di un misterioso animale lungo diversi metri che sarebbe apparso al Pian di Spagna, nella parte settentrionale del lago, e poi a Varenna. Nel 1954 fu avvistato ad Argegno un animale lungo 80-90 cm con muso e parte posteriore arrotondate e zampe "come un'anatra". Nell'agosto del 1957 un enorme mostro sarebbe apparso tra Dongo e Musso. Nel settembre del 1957 da una batisfera fu visto uno strano animale con una testa simile a quella di un coccodrillo. A questa vicenda si ispira il romanzo di Emanuele Pagani Il mostro del lago di Como.
Nel 2003 è la volta di un'anguilla gigantesca, lunga 10-12 metri, avvistata nelle acque di Lecco. Il ricercatore Giorgio Castiglioni ha studiato questi casi e ha tratto queste conclusioni: i "mostri" del 1946 e dell'agosto del 1957 sono invenzioni dei giornali, l'animale del 1954 era con ogni probabilità una lontra, animale allora presente sul lago, quello del settembre del 1957 poteva essere un grosso luccio e l'anguilla gigante del 2003 sarà stata facilmente un gruppo di pesci che nuotavano compatti in fila. Il Lariosauro torna in auge con la canzone dell'allora "menestrello lagheé" Davide Van de Sfroos (Davide Bernasconi) Ul Mustru. La ballata è stata in realtà suggerita dal romanziere-storico locale Giovanni Galli come testimoniato da una sua intervista rilasciata al periodico Il Genesio diretto dallo stesso Bernasconi.

#### Lago di Garda
Alcuni pescatori segnalarono un mostro che ingoiava tutti i pesci impigliati nelle reti.
Nel 2001 due sub hanno avvistato un pesce siluro gigante davanti a Gargnano sulla sponda bresciana a circa 25 metri di profondità. Andrea Torresani, giornalista pubblicista, iniziò dal 2001 una serie di filmati per rilevare la presenza del pesce gigante, filmati che poi confluirono nella serie video "Cacciatori di mostri". Altro avvistamento è quello di un pescatore di Garda davanti a Villa Canossa (aprile 2007).

## Ipotesi
Ci sono diverse ipotesi sul fenomeno, che in mancanza di prove scientifiche molti considerano basato esclusivamente su esagerazioni e mistificazioni. Alcune teorie parlano di anguille giganti. Alcuni asseriscono che si tratti di storioni giganti, mentre un'altra teoria dice che i mostri avvistati siano la rara forma adulta di una specie anfibia che generalmente conduce nella forma larvale tutta la sua vita come l'axolotl. Il criptozoologo Bernard Heuvelmans ha sempre sostenuto che gli avvistamenti di creature simili a plesiosauri sono in realtà una specie sconosciuta di otaria dal collo lungo. Molte di queste zone, specialmente attorno al Loch Ness e nella valle di Okanagan, sono diventate popolari e prospere grazie alla presunta presenza dei mostri di forte richiamo turistico.